# Robert de Vieuxpont (Adliger, † 1264)
Robert de Vieuxpont (auch Vipont) († zwischen 1. April und 1. Juni 1264) war ein englischer Adliger und Rebell.

## Herkunft und Jugend
Robert de Vieuxpont war ein Sohn von John de Vieuxpont, des Sohns und Erben des mächtigen Magnaten Robert de Vieuxpont. Beim Tod seines Vaters 1241 war Robert de Vieuxpont noch minderjährig, so dass seine Besitzungen zunächst unter Vormundschaftsverwaltung von Walter Mauclerk, Bischof von Carlisle fielen. Allein die Verwaltung seiner Besitzungen in Westmorland erbrachte seinem Vormund nach vorsichtiger Schätzung mindestens £ 400 jährlich ein, dazu kamen noch fast £ 300 weitere Einkünfte aus seinen weiteren Besitzungen. Nach dem Tod von Bischof Mauclerk 1248 wurde John fitz Geoffrey zum neuen Vormund von Vieuxpont, der ihn mit seiner Tochter Isabel verheiratete. Als Vieuxpont volljährig wurde, konnte er sein Erbe antreten, wozu die Baronie Westmorland mit Appleby, Brough und Brougham Castle sowie Besitzungen in neun weiteren englischen Grafschaften gehörten. Dazu war er erblicher Sheriff von Westmorland. Damit war er der mächtigste Baron in Westmorland.

## Rolle im Zweiten Krieg der Barone
Offenbar durch John fitz John, dem Bruder seiner Frau, und durch andere junge nordenglische Barone wie Henry Hastings und John de Vescy kam Vieuxpont in Kontakt zur Adelsopposition gegen König Heinrich III. und gehörte spätestens ab Juli 1260 zu deren Unterstützern. Im Dezember 1261 gehörte er mit Simon de Montfort, 6. Earl of Leicester, dem Earl of Norfolk, dem Earl of Warenne, John fitz John und anderen Baronen zu den Rebellen, mit denen der König über einen Ausgleich verhandelte. Für Simon de Montfort, dem Führer der Adelsopposition, war Vieuxpont offenbar einer der wichtigsten Verbündeten in Nordengland. Er übertrug ihm 1263 die Verwaltung von Bowes und Richmond Castle, und als Vertreter der Adelsopposition bezeugte Vieuxpont am 23. Januar 1264 zusammen mit John de Vescy und John fitz John den Mise of Amiens, den Schiedsspruch des französischen Königs. Trotz dieses Schiedsspruchs kam es kurz darauf zum offenen Zweiten Krieg der Barone gegen den König. Vieuxpont starb vermutlich an den Folgen der Verletzungen, die er in der für die Rebellen siegreichen Schlacht von Lewes erlitten hatte.

## Familie und Nachkommen
Mit seiner Frau Isabel fitz John hatte Vieuxpont zwei Töchter, die seine Erbinnen wurden:
- Isabel de Vipont (1254–1291)
- Idonea de Vipont

Simon de Montfort ernannte zunächst John fitz John zum Vormundschaftsverwalter für seine beiden Töchter. Fitz John war aber zugleich auch Verwalter von Windsor Castle, womit er vor allem in Südengland gebunden war. Dies führte dazu, dass sich vor dem 29. Juni 1265 32 Grundbesitzer und Ritter aus Westmorland, von denen zuvor zahlreiche Vasallen von Vieuxpont gewesen waren, dem königstreuen John de Balliol anschlossen. Damit war Westmorland die einzige englische Grafschaft, in der bereits vor der entscheidenden Niederlage Montforts in der Schlacht von Evesham die Gentry die Seiten wechselte. Nach dem Ende des Zweiten Kriegs der Barone vergab der König die Vormundschaft von Vieuxponts Tochter Isabel an den königstreuen Baron Roger de Clifford, der Isabel mit seinem Sohn Roger de Clifford verheiratete. Idoneas Vormund wurde Roger of Leybourne, der sie mit seinem Sohn Roger verheiratete. Über die Aufteilung des Viexpont-Erbes konnten sich Clifford und Leybourne erst nach einem heftigen Streit einigen, wobei Westmorland an die Familie Clifford fiel.